# ABC (Aston)
ABC is een Brits historisch merk van motorfietsen.
De bedrijfsnaam was: A.B.C. Cycle Co., J. Barwell, Aston, Birmingham.
Dit was een fietsfabriek die geen banden had met de All British Engine Company. De fabriek in Birmingham bouwde vanaf 1920 eenvoudige motorfietsen met 269- en later 247cc-Villiers-motoren. De productie eindigde in 1924.